# Tanji
Tanji è un centro abitato del Gambia, situato nella Divisione della West Coast.